# San Emiliano (Lleó)
San Emiliano (Santu Michanu en lleonès) és un municipi de la província de Lleó, a Castella i Lleó. Pertany a la comarca de Babia. Limita al nord amb el Principat d'Astúries; al sud els municipis de Murias de Paredes i Riello; a l'oest amb el municipi de Cabrillanes i a l'est amb el municipi de Sena de Luna.
El municipi té 721 habitants (INE 2007) i dista 73 km de Lleó
A més de la capital, el municipi inclou altres 13 localitats rurals: 
- Candemuela
- Cospedal
- Genestosa
- La Majúa
- Pinos
- Riolago
- Robledo de Babia
- San Emiliano
- Torrebarrio
- Torrestio
- Truébano
- Villafelíz de Babia
- Villargusan
- Villasecino

## Lingüística
El Pachuezu és el nom que rep la variant de lleonès arrelada en la zona i que també és parlat en la veïnes comarques de Laciana i Luna. D'entre les seves característiques, destaca la palatalització de la l- i -ll- llatines en l'al·lòfon africat sord denominat che vaqueira (la representació del qual s'ha realitzat tradicionalment amb les grafies ts).
Les formes tradicionals de les localitats de San Emiliano són:
- Candemuela
- Cuspedal
- Xenestosa
- La Maxuga
- Pinus
- Riuláu
- Rubléu
- Santu Mitsanu
- Turrebarriu
- Turrestíu
- Truébanu
- Vitsafelíz
- Vitsargusán
- Vitsasecinu